# Carlo Picone
Carlo Picone (Roma, 6 ottobre 1944 – Roma, 13 giugno 2003) è stato un giornalista italiano.

## Biografia
Giornalista professionista, entrò in Rai nel 1973, lavorando prima al Giornale Radio e poi in televisione. È stato uno dei volti storici del Tg2 che ha condotto fin dal 1979. Nel 1992 comparve nel film Parenti serpenti di Mario Monicelli, interpretando se stesso mentre conduceva proprio tale telegiornale.
Grande appassionato di calcio nonché tifoso della Lazio, anche all'interno della RAI svolse da sempre attività di diffusione di tale sport contribuendo in modo costante ad organizzare iniziative e partite di solidarietà con la Squadra dei giornalisti RAI, con la quale disputò anche alcuni incontri.
Inoltre, fu anche docente di Giornalismo insegnando "Giornalismo televisivo e tecniche di conduzione" presso l'Istituto Superiore di Comunicazione (ISC) di Piazza Colonna 355 in Roma - oggi non più esistente - nel biennio 1992-1994, insegnando e trasmettendo incondizionata passione per la professione a più di 100 allievi del relativo Dipartimento. 
Dotato di un potente timbro vocale, inconfondibile, che lo rese immediatamente riconoscibile dal pubblico - grazie alla perfetta dizione anche esercitata nei numerosi anni di conduzione del telegiornale (soprattutto edizione delle 13) - possedeva uno spirito goliardico che talvolta lasciava simpaticamente interdetto l'interlocutore nella quotidianità con risposte inattese. Celebre, ad esempio, la risposta al semplice quesito su come stesse: invece della consueta formula di risposta "Bene, grazie, e Lei?" replicava con la domanda "Come sto?" assumendo all'uopo, in un istante, la più seria delle espressioni che spiazzava il richiedente. Nelle persone stimava particolarmente sia la continenza verbale sia l'assoluto rispetto della puntualità agli appuntamenti. 
Morì all'alba del 13 giugno 2003, a 58 anni, a causa di un infarto, quando faceva ancora parte della redazione del Tg2. Riposa presso il cimitero capitolino di Prima Porta.